# Milan Stepanov
Milan Stepanov (Servisch: Милан Степанов) (Novi Sad, 2 april 1983) is een Servische voetballer (verdediger) die sinds 2012 uitkomt voor de Turkse club Mersin Idman Yurdu. Hij speelde eerder onder meer voor FC Porto.

## Interlandcarrière
Stepanov speelde in totaal zes interlands voor de Servische nationale ploeg. Onder leiding van bondscoach Javier Clemente maakte hij zijn debuut op 16 augustus 2006 in de vriendschappelijke uitwedstrijd tegen Tsjechië (1-3) in Uherské Hradiště. Andere debutanten in dat duel waren Vladimir Stojković (FC Nantes), Aleksandar Trišović (Rode Ster Belgrado) en Milan Biševac (Rode Ster Belgrado). Stepanov kreeg in dat duel een rode kaart (twee keer geel) van scheidsrechter Dietmar Drabek uit Oostenrijk, en moest in de 76ste minuut voortijdig naar de kant.
Hij nam met Servië en Montenegro deel aan de Olympische Spelen 2004 in Athene, Griekenland. Daar werd de ploeg in de voorronde uitgeschakeld na drie nederlagen op rij, tegen achtereenvolgens Argentinië, Australië en Tunesië.